# Luciobarbus microcephalus
Il barbo microcefalo (Luciobarbus microcephalus (Almaça, 1966)) è un pesce d'acqua dolce appartenente alla famiglia Cyprinidae, diffuso nella penisola iberica.

## Descrizione
Ha un aspetto simile agli altri Luciobarbus iberici da cui si può distinguere per i seguenti caratteri:
- l'ultimo raggio indiviso della pinna dorsale è molto robusto e fortemente seghettato per quasi tutta la lunghezza
- la pinna dorsale è profondamente concava, la parte superiore del bordo posteriore di questa pinna, quando viene estesa, è perpendicolare al dorso.
- il labbro inferiore è sottile
- la punta della mascella inferiore non è coperta dal labbro.

Misura fino a 40 cm.

## Biologia

### Alimentazione
Si nutre di invertebrati bentonici, materiale vegetale e detrito.

### Riproduzione
Si riproduce in primavera.

## Distribuzione
È una specie endemica della penisola Iberica sudoccidentale, precisamente del fiume Guadiana e dei suoi tributari. Segnalazioni dal Tago non sono confermate.
Popola i corsi intermedi dei fiumi in tratti larghi e profondi, dove le corrente è lenta.

## Conservazione
Le popolazioni si sono ridotte del 30% negli ultimi 10 anni. È minacciato dalla costruzione di dighe che bloccano la continuità fluviale e dall'introduzione di specie aliene.